# Urša Bežan
Urša Bežan (Kranj, 24 de mayo de 1994) es una deportista eslovena que compitió en natación. Ganó una medalla de bronce en el Campeonato Europeo de Natación de 2012, en la prueba de 4 × 200 m libre.

## Palmarés internacional
| Campeonato Europeo | Campeonato Europeo | Campeonato Europeo | Campeonato Europeo |
| Año                | Lugar              | Medalla            | Prueba             |
| ------------------ | ------------------ | ------------------ | ------------------ |
| 2012               | Debrecen (Hungría) | Medalla de bronce  | 4 × 200 m libre    |